# سبخة مطي
سبخة مُطِّي هي سبخة (بحيرة جافة)، تقع على الحدود بين المملكة العربية السعودية و الإمارات العربية المتحدة. يبلغ طولها حوالي 165 كم وعرضها حوالي 105 كم، وهي إحدى أكبر السبخات في العالم.